# Shuna (îles Slate)
Pour les articles homonymes, voir Shuna.
Shuna est une île de l'archipel des Îles Slate située au large de l'Écosse.